# Берба шпагета
Берба шпагета (енгл. spaghetti tree hoax) је лажни троминутни телевизијски прилог, емитован 1. априла 1957. y емисији „Панорама“, британске државне телевизије „Би-Би-Си“.
Кратки прилог објашњава да су изузетно блага зима и истребљење „шпагетиног жишка“ погодовали изузетно добром роду шпагета у кантону Тичино на југу Швајцарске.
Следи објашњење како су све шпагете једнаке дужине након многих генерација брижљивог гајења „дрвећа“ шпагета и како је то овде мали породични посао, за разлику од огромних плантажа шпагета у Италији, а затим се „берачи“ и гости окупљају на гозби поводом бербе шпагета, уз вино из традиционалних бокалчића.

## Реакције
Непосредно након овог прилога, телефони у Би-Би-Сију нису престајали да звоне сатима. У Британији је те године од 15,8 милиона домаћинстава, телевизијске пријемнике имало око седам милиона. Процењује се да је програм пратило око осам милиона гледалаца, па су уследиле стотине телефонских позива са различитим мотивима: једни да објасне да то није тачно, други да сазнају још детаља, а трећи чак и да добију информације о гајењу дрвећа шпагета. 
Заинтересованима за гајење шпагета су из Би-Би-Сија наводно одговарали „да засаде струк шпагета у конзерву парадајз соса и надају се најбољем“.
Прилог је остао запамћен као највећа првоаприлска шала свих времена у Британији.
Деценијама касније, Си-Ен-Ен (енгл. CNN) је прогласио ову емисију за „највећу подвалу коју је икада направила једна угледна медијска кућа“.

## Историјске околности
У време емитовања овог прилога, италијанска кухиња је у Британији била права реткост. О њој су знали нешто више само они који су путовали или ратовали по Италији коју деценију раније. Шпагети су за Британце били необична храна, коју су познавали као конзервирану егзотичну деликатесу са парадајз сосом, па није било тешко убедити их да се ради о биљци, а не о тестенини која се прави од брашна.
На скупу после смрти идејног творца ове подвале, Чарлса де Јегера, 2000. године, забележено је да је Ијан Џејкоби, тадашњи директор Би-Би-Сија рекао Леонарду Mејлу, директору информативног програма 1954-61:
| „ | Када сам видео прилог, рекао сам жени: „Не бих рекао да шпагете расту на дрвећу“. Погледали смо у Енциклопедију Британику. Знате ли, Мејле, да се у „Британици“ шпагете чак и не спомињу? | ” |

## Продукција
Причу је осмислио камерман „Панораме“ Чарлс де Јегер, присећајући се како су наставници у његовој школи у Аустрији завитлавали његове школске другове да су толико глупи да би поверовали ако би им неко рекао да шпагете расту на дрвету.
Неке сцене су снимљене у тадашњој фабрици „Паста фудс“ (енгл. Pasta Foods) у Лондон Роуду, Сент Албанс, у Хартфордширу, а сцене гозбе у хотелу у Кастањоли у Швајцарској.
Да би прилог био што уверљивији, текст је читао угледни телевизијски водитељ Ричард Димблби.

## Спољни извори
- BBC website with the original video
- „The Swiss Spaghetti Harvest”. Museumofhoaxes.com. Приступљено 25. 1. 2010.
- „UK | England | Southern Counties | Still a good joke - 47 years on”. BBC News. 1. 4. 2004. Приступљено 25. 1. 2010.
- Writer Richard G Elen EMAIL MORE ARTICLES. „Spaghetti Fool | Aspidistra”. Transdiffusion.org. Архивирано из оригинала 13. 06. 2012. г. Приступљено 25. 1. 2010.